# Ревенское сельское поселение (Карачевский район)
Ревенское сельское поселение — муниципальное образование в южной части Карачевского района Брянской области. Административный центр — деревня Лужецкая.
Образовано в результате проведения муниципальной реформы в 2005 году, путём слияния дореформенных Ревенского и Руженского сельсоветов.

## Население
| 2010 | 2011 | 2012 | 2013 | 2014 | 2015 | 2016 | 2017 | 2018 |
| ---- | ---- | ---- | ---- | ---- | ---- | ---- | ---- | ---- |
| 995  | ↘993 | ↘964 | ↘935 | ↘891 | ↘861 | ↘841 | ↘830 | ↘809 |
| 2019 | 2020 | 2021 |      |      |      |      |      |      |
| ↘770 | ↘736 | ↘717 |      |      |      |      |      |      |

## Населённые пункты
| №  | Населённый пункт  | Тип     | Население |
| -- | ----------------- | ------- | --------- |
| 1  | Лужецкая          | деревня | ↘344      |
| 2  | Бобровка          | деревня | ↘2        |
| 3  | Большие Подосинки | деревня | ↗78       |
| 4  | Бражина           | деревня | →0        |
| 5  | Власовка          | деревня | ↘0        |
| 6  | Кошкоданова       | деревня | →11       |
| 7  | Козинки           | деревня | ↗4        |
| 8  | Костихина         | деревня | →13       |
| 9  | Крутое            | посёлок | ↘20       |
| 10 | Куприна           | деревня | ↘188      |
| 11 | Ревны             | деревня | ↘40       |
| 12 | Речица            | село    | ↘46       |
| 13 | Ружное            | село    | ↘185      |
| 14 | Трубченинова      | деревня | →4        |
| 15 | Цурикова          | деревня | ↘0        |